# Micheline Kerney Walsh
Pour les articles homonymes, voir Walsh.
Micheline Kerney Walsh (21 octobre 1919 - 8 mai 1997) est une archiviste et une historienne irlandaise.

## Enfance et famille
Micheline Kerney Walsh est née à La Celle-Saint-Cloud dans les Yvelines le 21 octobre 1919. Ses parents sont le diplomate Léopold H. Kerney et Raymonde (née Élie) de Bordeaux. Elle a deux frères, John et Eamon. Elle fréquente le Cross and Passion Convent à Kilcullen dans la comté de Kildare, le Loreto College à Madrid et le Loreto College de St Stephen's Green à Dublin. Elle entre à l'University College Dublin (UCD) en 1938, où elle obtient un BA en langues en 1941.
Le 30 septembre 1941, elle épouse Richard Brazil Walsh (18 octobre 1914 - 1992). Ils ont cinq enfants : deux fils et trois filles, Terence, Micheline, Aideen, Monique et Michael,.

## Carrière
Kerney Walsh rejoint le personnel des archives d'outre-mer de l'UCD en 1954 lorsqu'elles sont créées par le professeur Patrick McBride. Elle publie The O'Neills in Spain et The McDonnells of Antrim on the Continent en 1960, ainsi que le premier des quatre volumes de Spanish knights of Irish origin, les volumes suivants paraissant en 1965, 1970 et 1978. Ses recherches se concentrent sur les individus, telles que ses contributions sur les femmes des Oies sauvages, les irlandais du service impérial, et sur Hugh O'Neill dans The Irish Sword, journal de la Military History Society of Ireland. Elle est élue au conseil de la Military History Society en 1980 et devient la première femme vice-présidente de la société en 1986.
Elle publie 11 articles dans le journal du Cumann Seanchais Ard Mhacha, Seanchas Ard Mhacha, sur les O'Neills et d'autres liens irlandais-espagnols. La société publie son livre Destruction by peace: Hugh O'Neill after Kinsale en 1986. Lors d'une cérémonie d'accueil pour le roi et la reine d'Espagne au St Patrick's College de Maynooth en juillet 1986, Kerney Walsh présente une copie de son livre au roi Juan Carlos. Pour son travail sur les liens historiques entre l'Espagne et l'Irlande, elle est en 1988 la première Irlandaise à recevoir l'ordre d'Isabelle la Catholique. Elle obtient un doctorat en littérature pour des travaux publiés en 1988 par l'Université nationale d'Irlande.
Elle meurt au domicile de sa famille au 20 Elm House, Mespil Estate à Dublin, le 8 mai 1997. Elle lègue sa collection personnelle d'archives d'outre-mer à la bibliothèque et aux archives du cardinal Tomás Ó Fiaich, à Armagh, qui a été ouverte le 8 mai 1999. Le reste de ses archives d'outre-mer ont été donnés à la bibliothèque et aux archives de l'UCD,,.